# Starożytny Izrael w okresie babilońskim
Okres babiloński w starożytnym Izraelu trwał w latach 586 – 539 p.n.e.
W 586 p.n.e. królestwo Judy zostało zajęte przez króla Babilonu, Nabuchodonozora II. Za opór stawiany przez stolicę Judy, Jerozolimę, miasto to zostało w 586 p.n.e. złupione, Świątynia została zburzona, a znaczna część ludności uprowadzona w niewolę do Babilonii.
W kraju pozostała głównie ludność rolnicza, która wniosła niewiele do materialnej i duchowej kultury Żydów. Głównym ośrodkiem religii i kultury żydowskiej stały się Babilonia, oraz, w mniejszym stopniu, Egipt.
Okres babiloński w samej Judzie jest słabo poznany. Juda była spustoszona i opustoszała, jednak generalnie nie była zasiedlana, choć Edomici i Ammonici zgłaszali pretensje do tego obszaru.
Nabuchodonozor ustanowił w Judzie namiestnika Godoliasza. Skupiła się wokół niego ludność pozostawiona w kraju, a także ci Judejczycy, którzy po klęsce schronili się w państwach sąsiednich, a teraz powrócili. Godoliasz został jednak zamordowany przez Izmaela, po czym reszta ludności judzkiej, z obawy przed zemstą, uciekła do Egiptu.
|  |